# Calliophis
Genre
Synonymes
- Maticora Gray, 1835

Calliophis est un genre de serpents de la famille des Elapidae.  

## Répartition
Les espèces de ce genre se rencontrent en Asie du Sud-Est et en Asie du Sud. 

## Description
Ce sont des serpents venimeux.

## Liste des espèces
Selon The Reptile Database (18 décembre 2012) :
- Calliophis beddomei Smith, 1943
- Calliophis bibroni (Jan, 1858)
- Calliophis bivirgata (Boie, 1827)
- Calliophis castoe Smith, Ogale, Deepak & Giri, 2012
- Calliophis gracilis Gray, 1835
- Calliophis haematoetron Smith, Manamendra-Arachchi & Somaweera, 2008
- Calliophis intestinalis (Laurenti, 1768)
- Calliophis maculiceps (Günther, 1858)
- Calliophis melanurus (Shaw, 1802)
- Calliophis nigrescens (Günther, 1862)

## Taxinomie
Plusieurs espèces de ce genre étaient auparavant classées dans le genre Maticora.

## Étymologie
Calliophis, du grec ancien κάλλος, kallios, « beau », et ὄφις, ophis, « serpent », fait référence à la livrée de ces espèces.

## Publication originale
- Gray, 1835 : Illustrations of Indian Zoology, chiefly selected from the collection of Major-General Hardwicke. vol. 2, p. 1-263 (texte intégral).